# Cambeses (Barcelos)
Cambeses is een plaats (freguesia) in de Portugese gemeente Barcelos en telt 1 346 inwoners (2001).

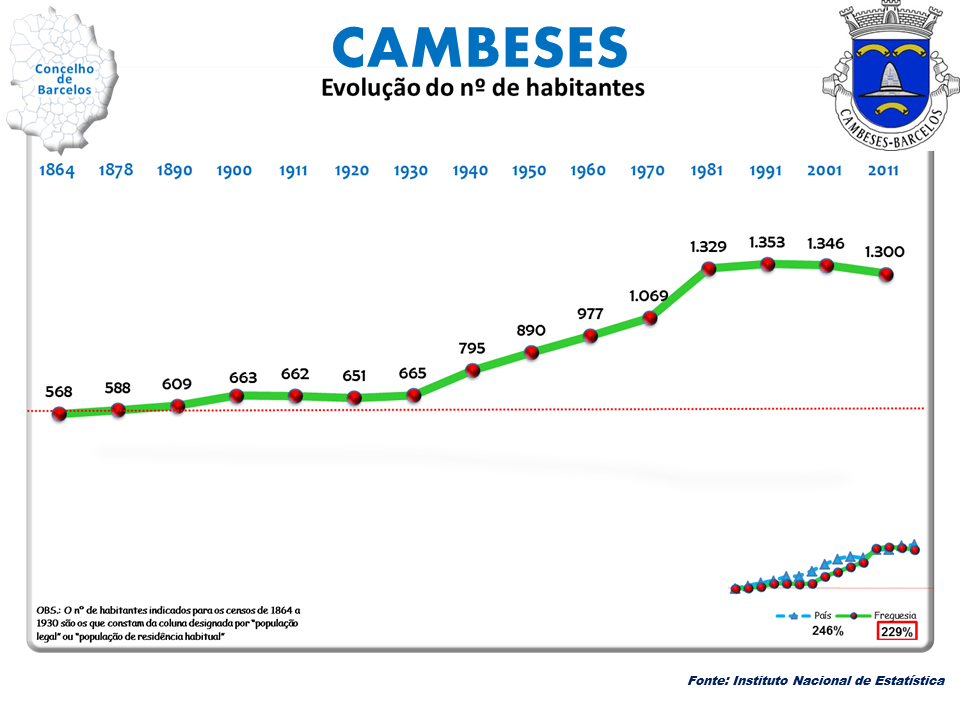
Bevolkingsontwikkeling tussen 1864 en 2011

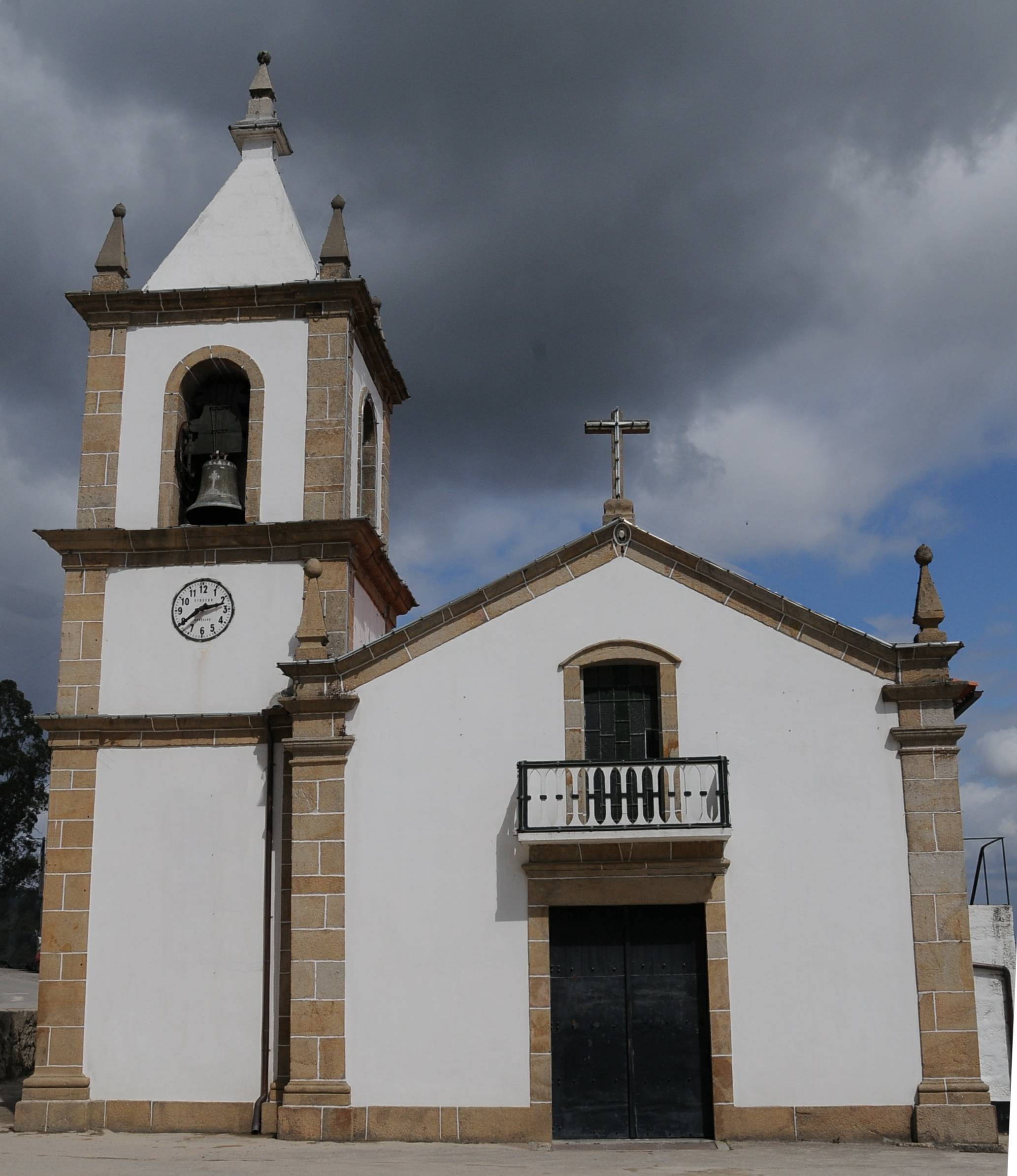
Kerk van Cambeses
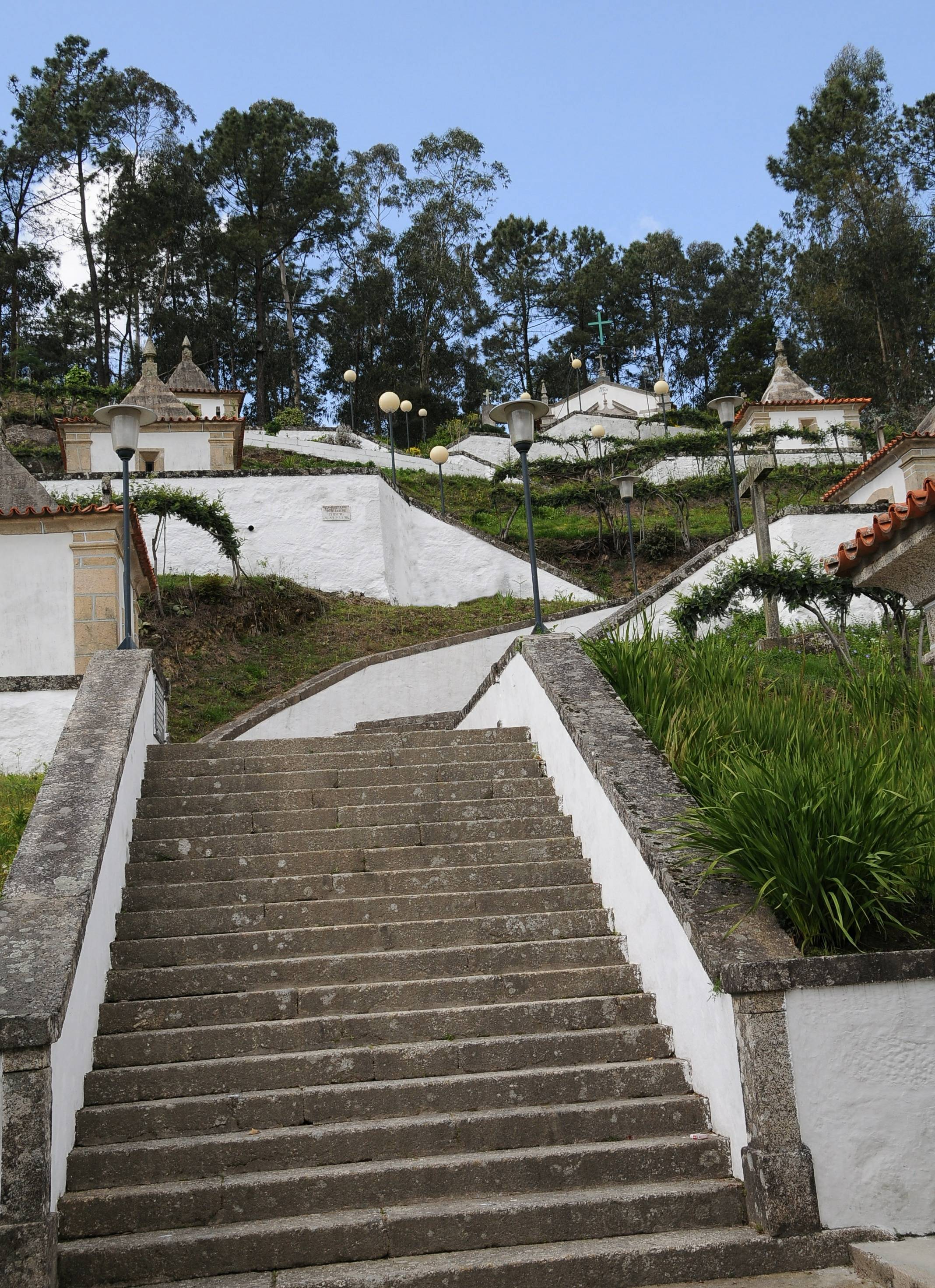
Bom Jesus